# Peisey-Nancroix
Peisey-Nancroix és un municipi francès situat al departament de la Savoia i a la regió d'Alvèrnia-Roine-Alps. L'any 2007 tenia 645 habitants.

## Demografia

### Població
El 2007 la població de fet de Peisey-Nancroix era de 645 persones. Hi havia 280 famílies de les quals 88 eren unipersonals (44 homes vivint sols i 44 dones vivint soles), 80 parelles sense fills, 96 parelles amb fills i 16 famílies monoparentals amb fills.
La població ha evolucionat segons el següent gràfic:
Habitants censats

### Habitatges
El 2007 hi havia 1.225 habitatges, 276 eren l'habitatge principal de la família, 927 eren segones residències i 22 estaven desocupats. 444 eren cases i 780 eren apartaments. Dels 276 habitatges principals, 189 estaven ocupats pels seus propietaris, 69 estaven llogats i ocupats pels llogaters i 18 estaven cedits a títol gratuït; 11 tenien una cambra, 36 en tenien dues, 71 en tenien tres, 59 en tenien quatre i 100 en tenien cinc o més. 187 habitatges disposaven pel capbaix d'una plaça de pàrquing. A 129 habitatges hi havia un automòbil i a 111 n'hi havia dos o més.

### Piràmide de població
La piràmide de població per edats i sexe el 2009 era:
| Homes | Edats   | Dones |
| ----- | ------- | ----- |
| 0     | 95 o +  | 0     |
| 0     | 90 a 94 | 4     |
| 4     | 85 a 89 | 0     |
| 4     | 80 a 84 | 4     |
| 0     | 75 a 79 | 8     |
| 8     | 70 a 74 | 12    |
| 24    | 65 a 69 | 16    |
| 12    | 60 a 64 | 12    |
| 20    | 55 a 59 | 4     |
| 36    | 50 a 54 | 12    |
| 24    | 45 a 49 | 28    |
| 28    | 40 a 44 | 36    |
| 16    | 35 a 39 | 24    |
| 20    | 30 a 34 | 24    |
| 24    | 25 a 29 | 40    |
| 16    | 20 a 24 | 20    |
| 24    | 15 a 19 | 12    |
| 32    | 10 a 14 | 20    |
| 20    | 5 a 9   | 20    |
| 28    | 0 a 4   | 16    |

## Economia
El 2007 la població en edat de treballar era de 444 persones, 358 eren actives i 86 eren inactives. De les 358 persones actives 355 estaven ocupades (189 homes i 166 dones) i 3 estaven aturades (1 home i 2 dones). De les 86 persones inactives 34 estaven jubilades, 30 estaven estudiant i 22 estaven classificades com a «altres inactius».

### Ingressos
El 2009 a Peisey-Nancroix hi havia 283 unitats fiscals que integraven 637 persones, la mediana anual d'ingressos fiscals per persona era de 18.154 €.

### Activitats econòmiques
Dels 212 establiments que hi havia el 2007, 3 eren d'empreses alimentàries, 18 d'empreses de construcció, 15 d'empreses de comerç i reparació d'automòbils, 4 d'empreses de transport, 52 d'empreses d'hostatgeria i restauració, 2 d'empreses financeres, 20 d'empreses immobiliàries, 12 d'empreses de serveis, 78 d'entitats de l'administració pública i 8 d'empreses classificades com a «altres activitats de serveis».
Dels 37 establiments de servei als particulars que hi havia el 2009, 1 era una oficina de correu, 1 una oficina bancària, 1 taller de reparació d'automòbils i de material agrícola, 5 paletes, 1 guixaire pintor, 6 fusteries, 2 lampisteries, 1 electricista, 1 empresa de construcció, 1 perruqueria, 15 restaurants, 1 agència immobiliària i 1 tintoreria.
Dels 10 establiments comercials que hi havia el 2009, 2 eren botiges de menys de 120 m², 1 una fleca, 2 carnisseries, 1 una botiga de roba i 4 botigues de material esportiu.
L'any 2000 a Peisey-Nancroix hi havia 15 explotacions agrícoles que ocupaven un total de 2.343 hectàrees.

## Equipaments sanitaris i escolars
L'únic equipament sanitari que hi havia el 2009 era una farmàcia.
El 2009 hi havia una escola elemental.

## Poblacions més properes
El següent diagrama mostra les poblacions més properes.